# Celine Song

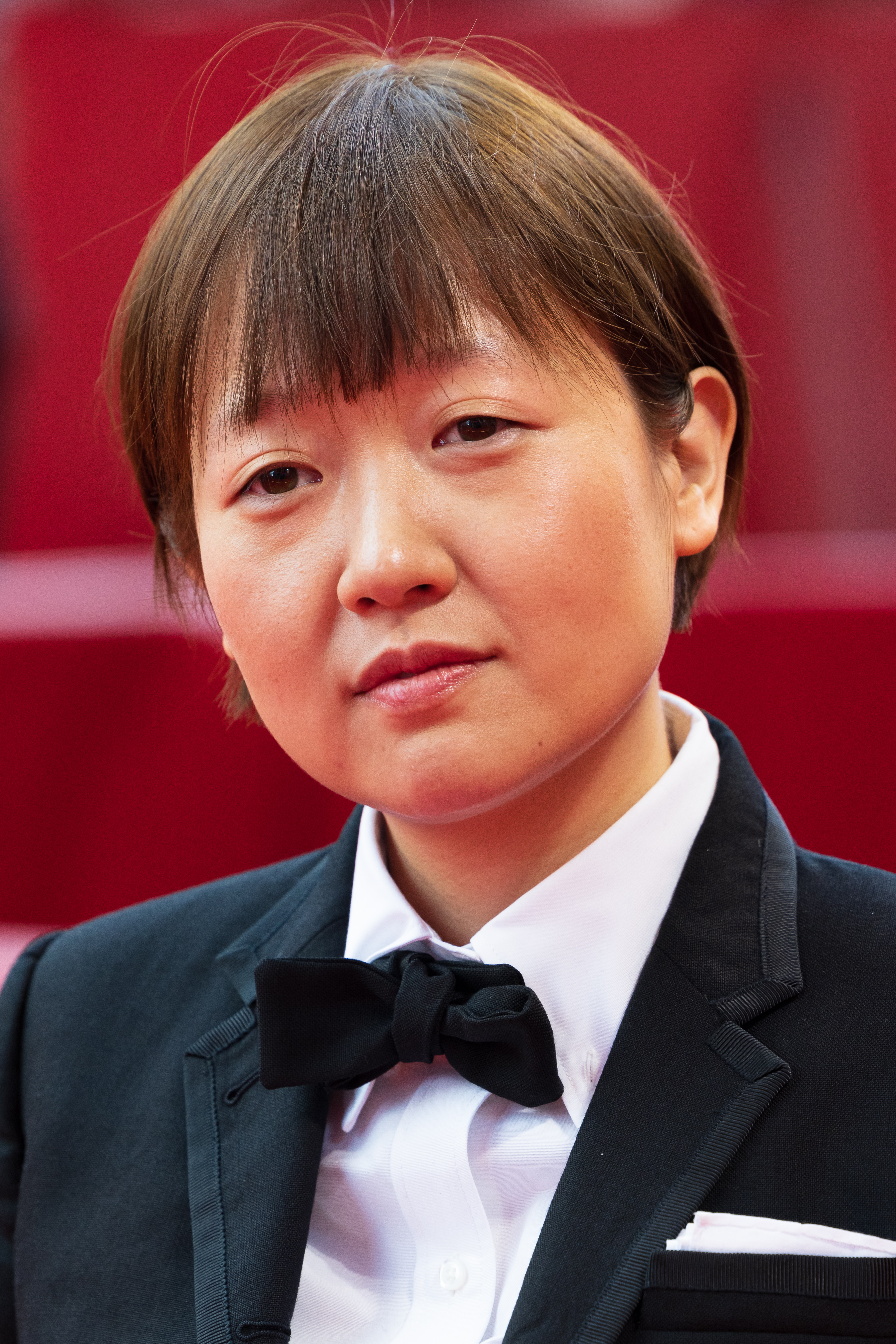
Celine Song bei der Vorstellung des Films Past Lives im Februar 2023 auf der Berlinale

Celine Song (koreanisch 셀린느 송; * 1988) ist eine südkoreanisch-kanadische Dramatikerin, Drehbuchautorin und Filmregisseurin.

## Leben
Celine Song wurde in Südkorea geboren. Im Alter von 12 Jahren wanderte sie gemeinsam mit ihren Eltern nach Kanada aus. Beide Elternteile von Song waren erfolgreiche Künstler in Seoul und förderten das Interesse ihrer Tochter, für die Bühne und den Film zu schreiben.
Ihr Stück Endlings über drei ältere Frauen, sogenannte "Haenyeos", die alle über 70 sind, die auf der koreanischen Insel Man-Jae ihre letzten Tage damit verbringen, im Meer zu tauchen und mit Messern Meeresfrüchte sammeln, wurde im Jahr 2019 im American Repertory Theatre uraufgeführt. Die New Yorker Premiere erfolgte 2020 im New York Theatre Workshop. Beim Schreiben des Stückes dachte sie an ihre Mutter und ihre Großmutter, die zum damaligen Zeitpunkt noch immer in Seoul lebte. Endlings war einer der Finalisten des Susan-Smith-Blackburn-Preises 2020.
Song ist Mitglied der Emerging Writers Group 2016–2017 des Public Theatre, der Play Group 2014–2015 von Ars Nova und des ersten NYC Greenhouse 2018 des Orchard Project Theatre Conference Playwright. Ihr Stück Tom & Eliza war Halbfinalist für den Relentless Award 2016 der American Playwriting Foundation.
Das Filmdrama Past Lives – In einem anderen Leben mit Greta Lee und Yoo Teo in den Hauptrollen, Songs Spielfilmdebüt, feierte im Januar 2023 beim Sundance Film Festival seine Weltpremiere. Auch erhielt das Werk im selben Jahr eine Einladung in den Wettbewerb um den Goldenen Bären, den Hauptpreis der Berlinale. Ein Jahr später wurde das Werk für den Oscar als Bester Film nominiert. Song selbst erhielt eine Nominierung für ihr Drehbuch. Songs zweiter Spielfilm Was ist Liebe wert – Materialists kam im Juni 2025 in die US-Kinos.
Im Sommer 2024 wurde Song Mitglied der Academy of Motion Picture Arts and Sciences.
Song ist seit 2016 mit dem US-amerikanischen Drehbuchautoren, Dramatiker und Romancier Justin Kuritzkes verheiratet. Sie lernte ihn im Sommer 2012 während eines Stipendiums in Montauk kennen. Die Beziehung mit Kuritzkes diente Song als Inspiration für ihren Film Past Lives. Das Paar lebt gemeinsam in New York City.

## Filmografie
- 2023: Past Lives – In einem anderen Leben (Past Lives)
- 2024: Goddess (Musikvideo)
- 2025: Was ist Liebe wert – Materialists (Materialists)

## Auszeichnungen
Austin Film Critics Association Award
- 2024: Auszeichnung für das Beste Originaldrehbuch (Past Lives – In einem anderen Leben)
- 2024: Auszeichnung als Bester Debütfilm (Past Lives – In einem anderen Leben)[9]

Chicago Film Critics Association Award
- 2023: Auszeichnung als Vielversprechendste Filmemacherin (Past Lives – In einem anderen Leben)

Directors Guild of America Award
- 2024: Auszeichnung als Bester Debütfilm (Past Lives – In einem anderen Leben)[10]

Golden Globe Award
- 2024: Nominierung für die Beste Regie (Past Lives – In einem anderen Leben)
- 2024: Nominierung für das Beste Drehbuch (Past Lives – In einem anderen Leben)

Gotham Award
- 2023: Auszeichnung für den Besten Film (Past Lives – In einem anderen Leben)
- 2023: Nominierung für den Breakthrough Director Award (Past Lives – In einem anderen Leben)

Independent Spirit Award
- 2024: Auszeichnung für die Beste Regie (Past Lives – In einem anderen Leben)

Internationale Filmfestspiele Berlin
- 2023: Nominierung für den Goldenen Bären (Past Lives – In einem anderen Leben)

Los Angeles Film Critics Association Award
- 2023: Auszeichnung mit dem New Generation Award (Past Lives – In einem anderen Leben)[11]

New York Film Critics Circle Award
- 2023: Auszeichnung für das Beste Erstlingswerk (Past Lives – In einem anderen Leben)

Oscar
- 2024: Nominierung für das Beste Originaldrehbuch (Past Lives – In einem anderen Leben)

Satellite Award
- 2023: Nominierung für das Beste Drehbuch (Past Lives – In einem anderen Leben)[12]

Sydney Film Festival
- 2023: Nominierung im Official Competition (Past Lives – In einem anderen Leben)